# خانه فیروزان
خانه فیروزان مربوط به دوره قاجار است و در شهرستان فلاورجان، بخش پیربکران، دهستان سهرو فیروزان، روستای سهرو فیروزان، محله فیروزان واقع شده و این اثر در تاریخ ۱۸ آذر ۱۳۸۷ با شمارهٔ ثبت ۲۳۹۱۵ به‌عنوان یکی از آثار ملی ایران به ثبت رسیده است.